# Władysław Dobrzaniecki
Władysław Dobrzaniecki (ur. 24 września 1897 w Zielińcach koło Borszczowa, zm. 4 lipca 1941 we Lwowie) – polski lekarz pediatra, prekursor polskiej chirurgii plastycznej, obrońca Lwowa.

## Życiorys
W 1918, mając 21 lat, walczył w obronie Lwowa, oblężonego przez wojska ukraińskie.
Od 1936 był dyrektorem Szpitala Dziecięcego św. Zofii we Lwowie i ordynatorem Oddziału Chirurgii Państwowego Szpitala Powszechnego. W 1931 uzyskał habilitację, a w 1938 został profesorem chirurgii na Uniwersytecie Jana Kazimierza. Był prekursorem chirurgii plastycznej w Polsce. Ogłosił ponad 20 prac naukowych, dotyczących także przetaczania krwi. W okresie sowieckiej okupacji Lwowa był kierownikiem radzieckiej Kliniki Chirurgii Szpitalnej w Instytucie Medycznym we Lwowie.
W nocy z 3 na 4 lipca 1941 został aresztowany przez Niemców, a następnie rozstrzelany wraz z grupą kilkudziesięciu lwowskich naukowców i członków ich rodzin na Wzgórzach Wuleckich przez Einsatzkommando zur besonderen Verwendung, dowodzone przez Brigadeführera dr Karla Eberharda Schöngartha.

## Publikacje (wybór)
- Sympatektomia periarterialna pod względem klinicznym
- Przetaczanie krwi w świetle doświadczeń klinicznych
- Multilocular Cyst of the Spleen Produced by Infercta
- The Problem of Myositis Ossificans Progressiva